# Witkelige vliegende eekhoorn
De witkelige vliegende eekhoorn (Petaurista leucogenys)  is een zoogdier uit de familie van de eekhoorns (Sciuridae). De wetenschappelijke naam van de soort werd voor het eerst geldig gepubliceerd door Temminck in 1827.

## Voorkomen
De soort komt voor in Japan.